# マリウス・リンヴィク
- マリウス・リンヴィーク
- マリウス・リンドヴィク
- マリウス・リンドヴィーク

マリウス・リンヴィク（Marius Lindvik、1998年6月27日 - ）はノルウェーのスキージャンプ選手である。2022年北京オリンピック個人ラージヒル金メダリスト、スキーフライング世界選手権個人の金メダリスト。

## 経歴
コンチネンタルカップのデビューは2015年夏のオスロ大会で、1日目33位、2日目11位でポイントを獲得した。ワールドカップのデビューは2015年のリレハンメル大会で、32位とポイントを獲得できなかった。
2016年のジュニア世界選手権ルシュノヴ大会では、団体銀メダルのメンバーとなった。
2017/18シーズンはコンチネンタルカップで4勝、2位3回、3位4回で総合優勝し、ワールドカップザコパネ大会で8位で初のポイントを獲得した。ジュニア世界選手権カンデルシュテーク大会では、個人および混合団体で金メダル、男子団体で銅メダルと活躍した。
2018/19シーズンはコンチネンタルカップでは6勝をあげ総合3位であったが、ワールドカップでは最高が13位で総合44位であった。
2019/20シーズンはワールドカップにフル参戦し、ジャンプ週間のガルミッシュ＝パルテンキルヒェン大会で初優勝、続くインスブルック大会も制し、総合7位と躍進した。
2020/21シーズンはワールドカップザコパネ大会の優勝のほか、2位1回、3位3回があったものの、歯の手術による離脱や2本目に進めないことなどもあり、総合10位であった。世界選手権オーベルストドルフ大会では個人2戦と男子団体戦に出場した。
2021/22シーズンは、ワールドカップで5回の優勝、2位1回、3位3回などにより、総合3位で終えた。2022年北京オリンピックでは、個人ノーマルヒル7位、混合団体ノーマルヒル8位、個人ラージヒル金メダル、男子団体ラージヒル4位のメンバーとなった。フライング世界選手権ヴィケルスン大会では個人金メダル、団体銅メダルを獲得するなど、充実の年となった。
2025年の世界選手権トロンハイム大会では、個人ノーマルヒルで金メダルとなり、混合団体金メダルおよび男子団体銅メダルのメンバーとなったが、個人ラージヒルの2本目終了後のスーツ検査でチームぐるみの不正が見つかり失格となり、このシーズンの最終戦まで出場停止処分が課された。

## 主な競技成績

### 冬季オリンピック
- 2022北京オリンピック（ 中国）
  - 個人ノーマルヒル 7位
  - 混合団体ノーマルヒル 8位
  - 個人ラージヒル  1位
  - 男子団体ラージヒル 4位

### 世界選手権
- 2021年オーベルストドルフ大会 ( ドイツ)
  - 個人ノーマルヒル 14位
  - 個人ラージヒル 6位
  - 男子団体ラージヒル 6位
- 2023年プラニツァ大会 ( スロベニア)
  - 個人ノーマルヒル 22位
  - 個人ラージヒル 19位
  - 男子団体ラージヒル 2位
- 2025年トロンハイム大会 ( ノルウェー)
  - 個人ノーマルヒル 1位
  - 個人ラージヒル 29位
  - 混合団体ラージヒル 1位
  - 男子団体ラージヒル 2位

### フライング世界選手権
- 2022年ヴィケルスン大会( ノルウェー)
  - 個人 1位
  - 団体 3位
- 2024年バート・ミッテルンドルフ大会( オーストリア)
  - 個人 13位
  - 団体 4位

### ジュニア世界選手権
- 2016年ルシュノヴ大会（ ルーマニア）
  - 男子個人 15位
  - 男子団体 2位
  - 混合団体 4位
- 2017年パークシティ大会（ アメリカ合衆国）
  - 男子個人 16位
  - 男子団体 12位
  - 混合団体 4位
- 2018年カンデルシュテーク大会（ スイス）
  - 男子個人 1位
  - 男子団体 3位
  - 混合団体 1位

### ワールドカップ
- 通算 1位8回、2位6回、3位10回（2024/25シーズンまで）

| シーズン | 順位 | ポイント     |
| -------- | ---- | ------------ |
| 2015/16  | .    | 0            |
| 2016/17  | .    | (予選不通過) |
| 2017/18  | 41.  | 49           |
| 2018/19  | 44.  | 49           |
| 2019/20  | 7.   | 906          |
| 2020/21  | 10.  | 612          |
| 2021/22  | 3.   | 1231         |
| 2022/23  | 20.  | 393          |
| 2023/24  | 8.   | 854          |
| 2024/25  | 17.  | 474          |